# Museum des Alphabets der albanischen Sprache

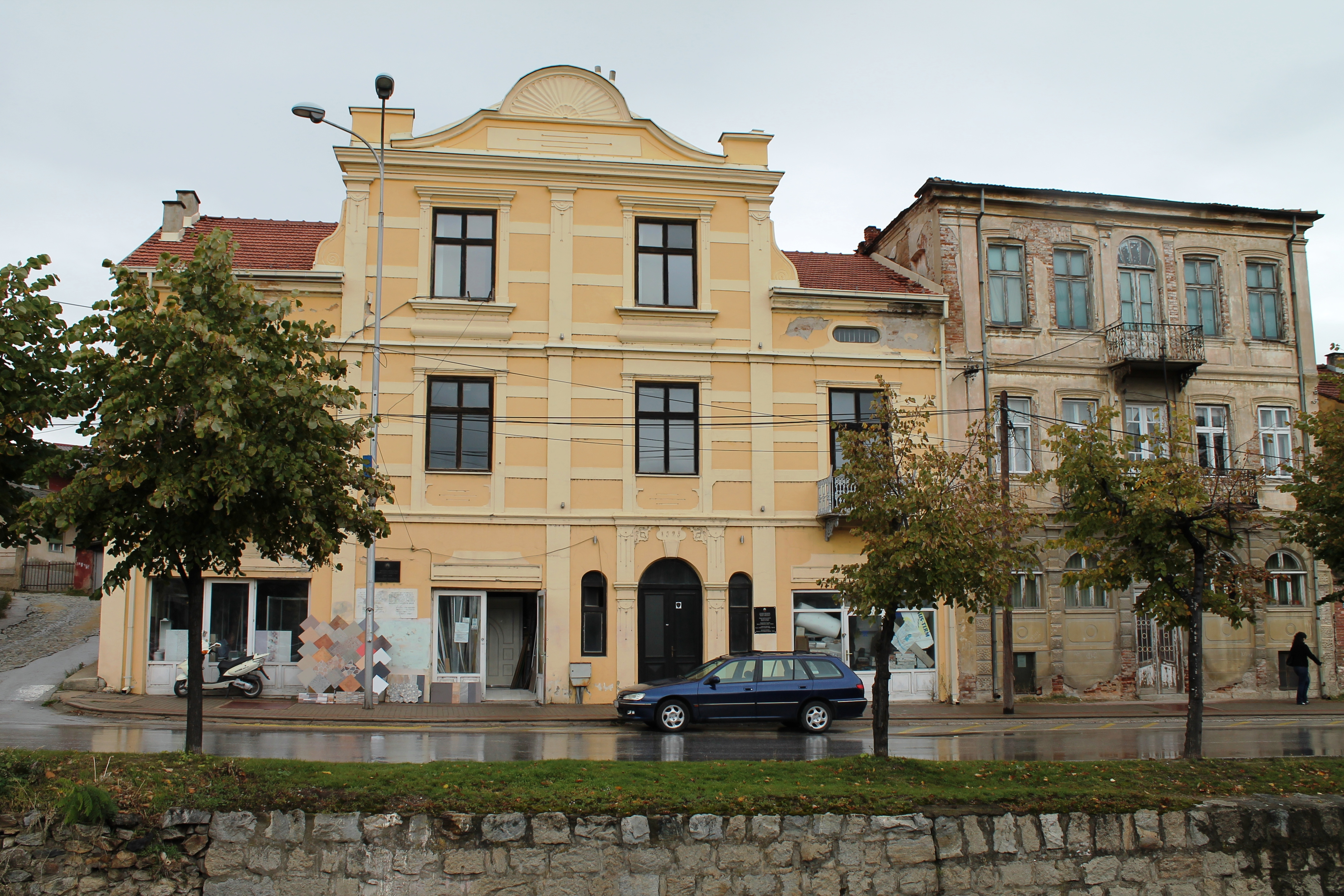
Frontseite des Museumsgebäudes (2014)

Das Museum des Alphabets der albanischen Sprache (albanisch Muzeu i Alfabetit të Gjuhës Shqipe) befindet sich in der nordmazedonischen Stadt Bitola und wurde 2010 eröffnet.
Als staatliche Institution ist das Museum nicht nur Ausstellungsort, sondern gleichzeitig auch für den Schutz, die Forschung, die Sammlung, die Restaurierung und die wissenschaftliche Aufarbeitung der 51 Fotografien und 58 anderen Dokumente zuständig, welche für die Vereinheitlichung des Alphabets der albanischen Sprache von Bedeutung waren.

## Kurzgeschichte
Während der Nationalbewegung der Albaner, genannt Rilindja („Wiedergeburt“), im Laufe des 19. und 20. Jahrhunderts stellte sich auch die Frage nach einem einheitlichen Alphabet, wurden im albanischen Gebiet doch verschiedene Systeme, teilweise auch gleichzeitig, genutzt. Letztlich setzte sich eine Kombination zwischen dem „Stamboller Alphabet“ von Sami Frashëri und dem „Bashkimi-Alphabet“ von Gjergj Fishta durch. Genau dies wurde am Schluss eines Kongresses albanischer Schriftsteller und Intellektueller am 22. November 1908 im heutigen Museumsgebäude beschlossen. Dieser Kongress von Monastir gilt als Geburtsstunde der zeitgenössischen albanischen Orthographie.
Das heutige Haus war damals das Clubgebäude von Bashkimi (alb. für „Vereinigung“), einem regionalen Verein patriotischer Albaner. Nach der Unabhängigkeit Nordmazedoniens war das Hotel Iliria darin untergebracht. 2008 begann der Gründungsprozess für die Museumsinstitution im nordmazedonischen Parlament, im Zuge dessen 2010 das Museum erstmals eröffnet und 2012 nach einer umfassenden Renovation mit einer ständigen Ausstellung wiedereröffnet wurde.